# Donato & Estefano
Donato & Estefano é um duo latino de música pop formado por Fabio Alfonso Salgado (Estéfano), natural de Cali, Colômbia e Donato Poveda, (Donato), natural de Havana, Cuba.
Entre o público brasileiro, sua canção mais famosa foi " 	
Estoy Enamorado" (Charlie Donato / Estéfano ), tema da novela Explode Coração exibida entre os anos de 1995 e 1996 pela Rede Globo. A versão em português, intitulada "Estou Apaixonado", foi regravada pela dupla sertaneja João Paulo & Daniel para o álbum homônimo de 1996.